# Cavigliera

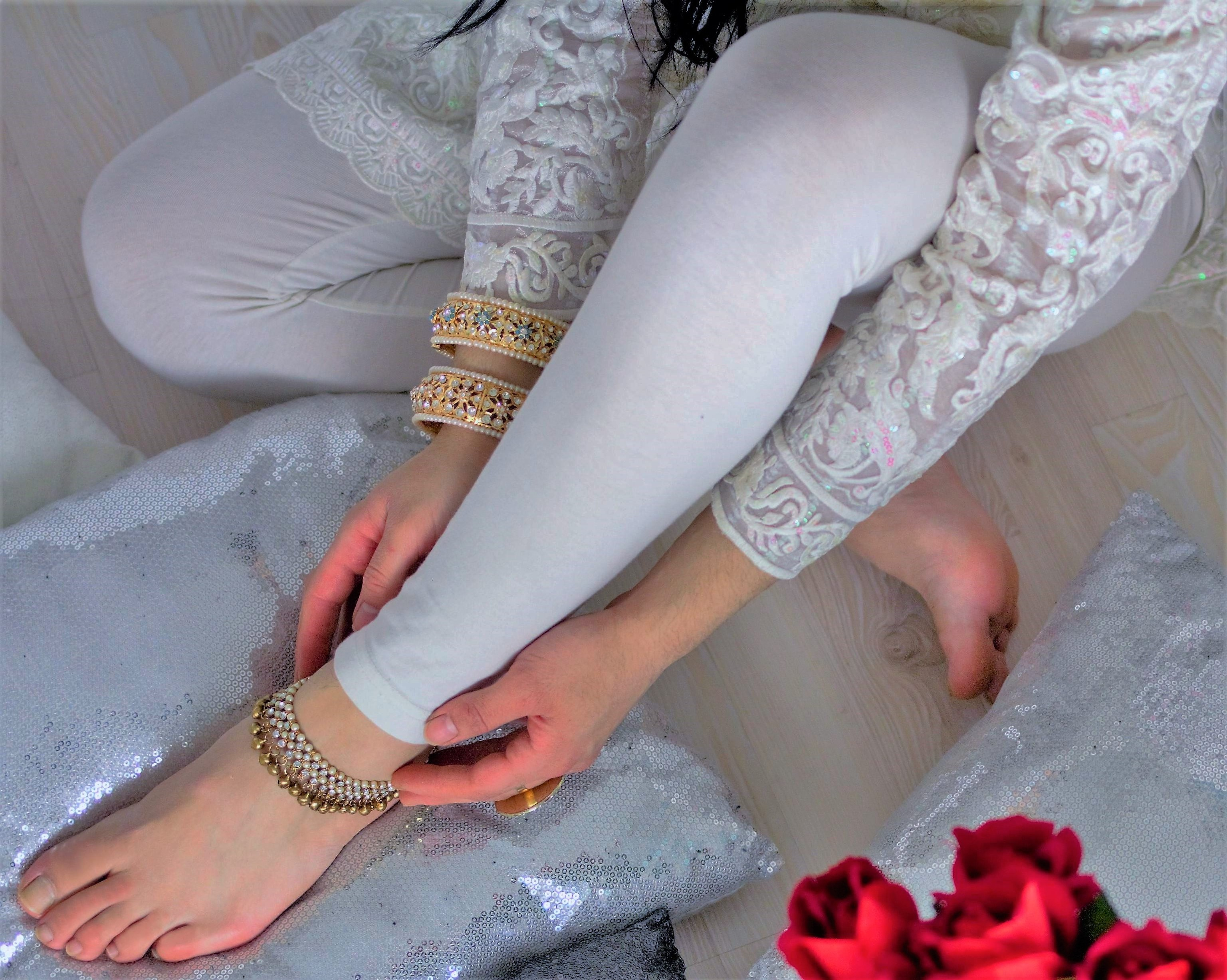
Una cavigliera su un piede femminile.

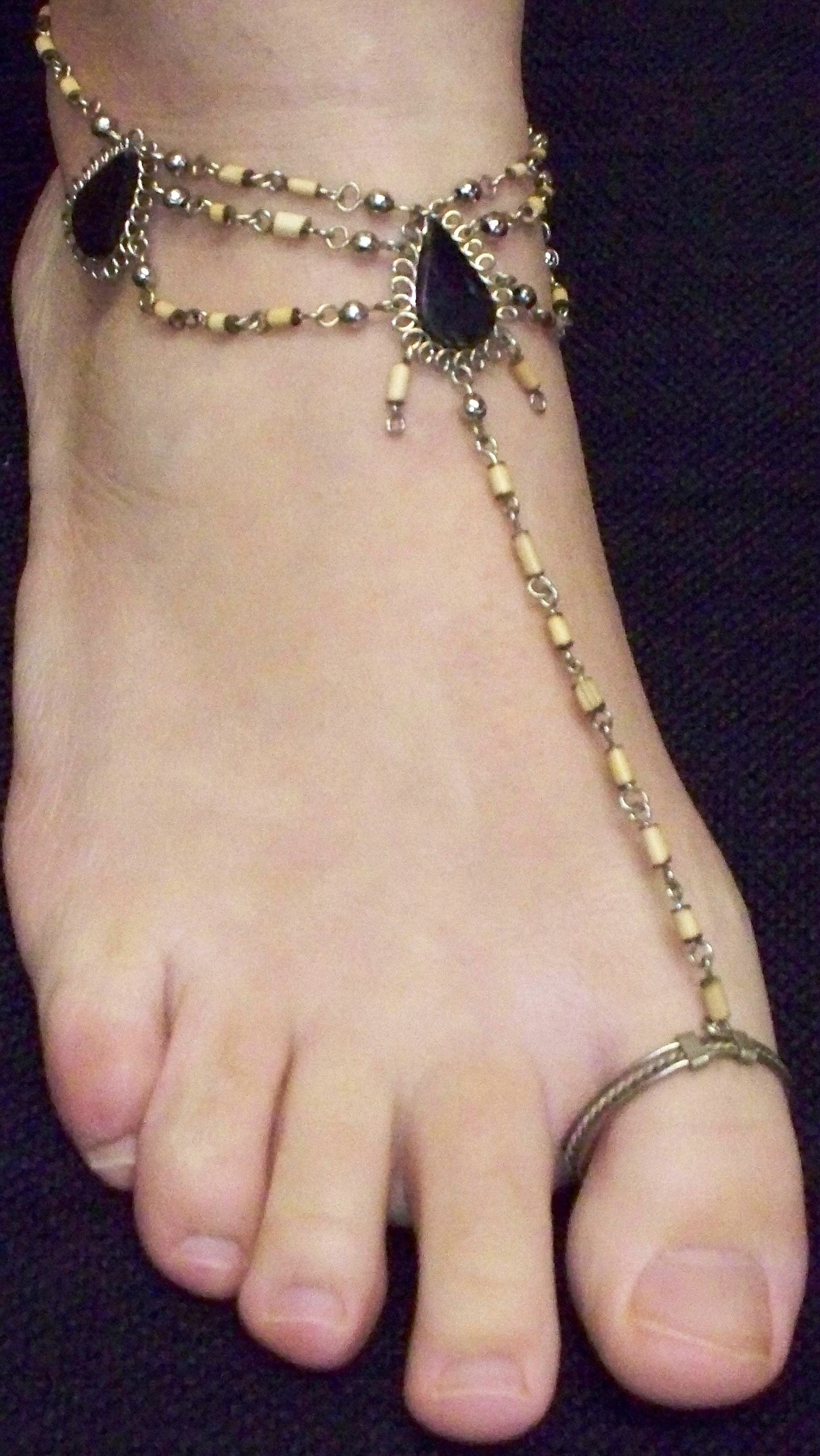
Un anello da piede collegato a una cavigliera.

La cavigliera (chiamata anche catena alla caviglia o braccialetto alla caviglia) è un gioiello portato alla caviglia. Le cavigliere (e gli anelli da piede) vennero indossate, per almeno oltre ottomila anni, dalle ragazze e dalle donne dell'Asia meridionale (dove è comunemente noto come pattilu, payal, golusu e, talvolta, come nupur); vennero indossati anche dalle donne egiziane, sin dai tempi predinastici; negli Stati Uniti, sia le cavigliere informali che quelle formali, divennero di moda dagli anni 30 fino alla fine del XX secolo. Mentre nella cultura popolare occidentale sia gli uomini che le donne giovani, indossano cavigliere informali in pelle, sono più popolari tra le donne; le cavigliere formali (d'oro, argento o perline) sono usate da alcune donne come gioielli di moda. Le cavigliere sono un importante pezzo di gioielleria nei matrimoni indiani, indossate insieme al sari.
Occasionalmente, le cavigliere su entrambe le caviglie sono unite da una catena per limitare il passo; questa pratica era, una volta, prevalente nel sud-est asiatico (dove l'effetto, era quello di dare un breve inciampo "femminile"). Oggi, alcune donne occidentali seguono questa pratica ma, raramente, in pubblico; ancora più raramente, alcune persone indossano cavigliere "permanenti" (ad esempio, saldate) e, persino, collegate a delle catene.

## Storia

### Africa

#### Africa settentrionale

##### Egitto
Nell'Antico Egitto, le cavigliere venivano indossate, come ornamento quotidiano, dalle donne appartenenti a tutte le classi sociali, fin dall'epoca predinastica. Il nome delle cavigliere, menefret (mnfrt), non era molto diverso da quello dei braccialetti tranne per l'aggiunta di una frase per denotare la connessione ai piedi; erano fatti di metalli diversi e in molteplici forme, con metalli più costosi (come l'oro, più comuni tra i ricchi, mentre quelli meno costosi, come l'argento e il ferro, era più diffuso tra le classi sociali inferiori). Durante la quarta, la quinta e la sesta dinastia, le cavigliere erano solitamente fatte di perline infilate in più file ed erano tenute insieme da barre distanziatrici; le cavigliere venivano indossate anche dai ballerini (come mostrato nelle tombe di Kagemni, Ti e Akh-hotp).
All'inizio del XX secolo, le cavigliere venivano comunemente indossate dalle donne dei centri urbani; erano chiamati kholkhal (pl. khalakheel ) e venivano più comunemente indossate dalle donne di Alessandria (insieme a un abito tradizionale coperto da un panno nero monopezzo, chiamato melaya leff).
Al giorno d'oggi, le cavigliere non vengono più comunemente indossate in pubblico, dalle donne, a causa del crescente conservatorismo islamico che si è diffuso in Egitto (indossare cavigliere in pubblico, ora, viene generalmente considerato impudico). Tuttavia, negli eventi pubblici, le cavigliere vengono ancora indossate dai ballerini.

#### Africa occidentale

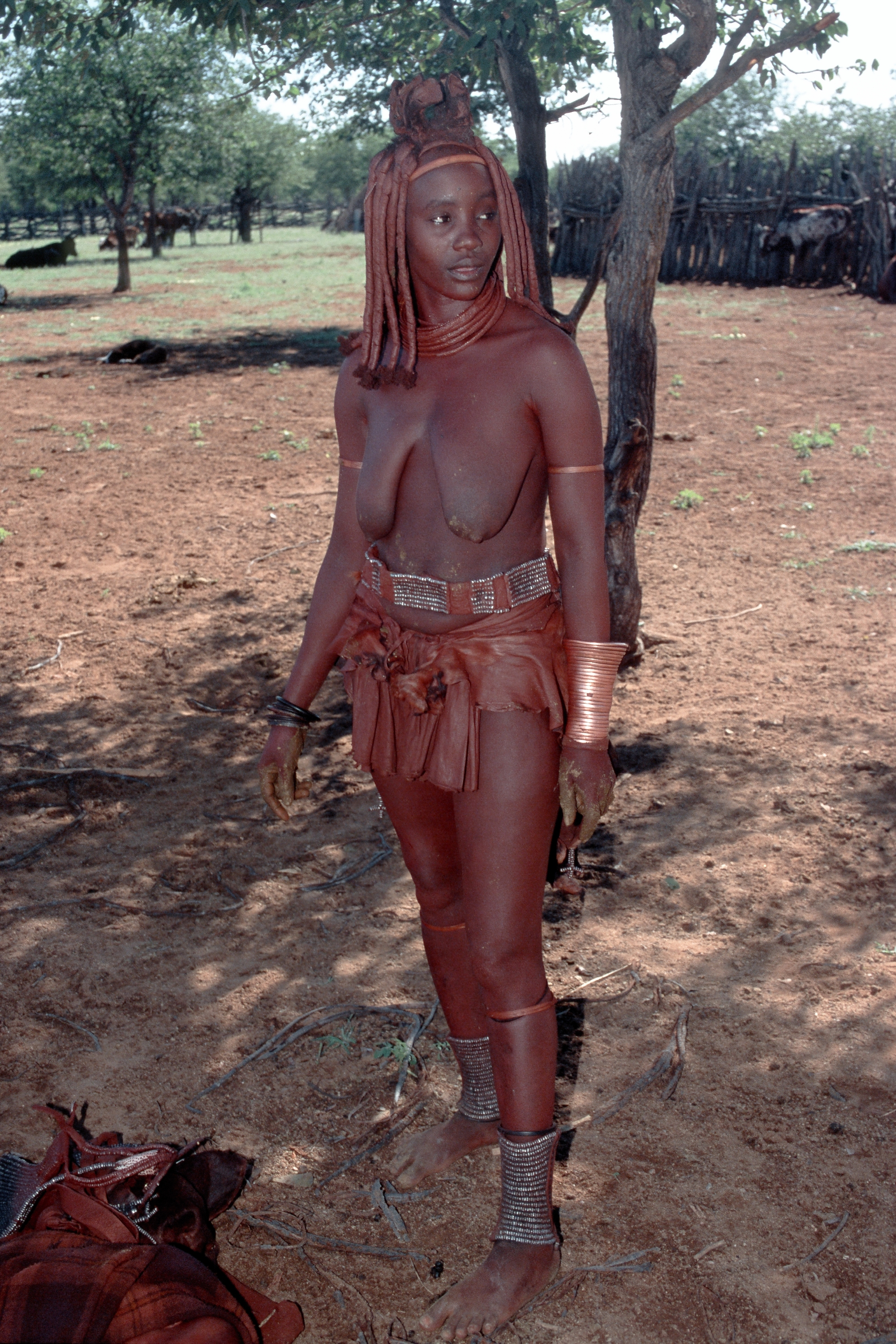
Donna Himba che indossa le cavigliere.

Tra i Senufo, la cavigliera viene indossata durante i riti di iniziazione, le feste e i funerali. Questo braccialetto è di bronzo ed è rigido, e può misurare fino a 16 cm di lunghezza (spesso può venire decorato con incisioni di animali, come lucertole o coccodrilli); i Senufo indossano anche cavigliere a forma di canoa (per lo più, in ottone). La cavigliera viene indossata sia dalle donne che dagli uomini e viene anche utilizzata come oggetto rituale, dai fabbri.
Tra i Fulani, le donne considerate molto affascinanti usano delle cavigliere, così come una coppia impressionante di orecchini o acconciature molto elaborate. Il numero di gioielli e il loro valore di mercato è direttamente collegato con la ricchezza della famiglia: non è raro che le donne più ricche, indossino più cavigliere. Le cavigliere indossate durante il matrimonio sono generalmente curve a forma di V e possono essere relativamente pesanti (1,7 kg).

##### Senegal
Tra i Wolof, la cavigliera ''Lamon serbatoio khaliss'' viene riservata ai membri benestanti.

##### Niger
Tra i Wodaabe, le donne indossano anche dei calzini nelle cavigliere; questi braccialetti vengono indossati dall'infanzia fino alla nascita del primo bambino.

##### Burkina Faso
Tra i Kassena, le donne ricevono delle cavigliere per dote; il rango sociale della futura coppia, è definito in base ai criteri estetici (e di valore) della cavigliera: spesso è più leggera rispetto alla precedente (300 g) ed è più finemente lavorata.

#### Africa centrale
Tra i fang, le donne indossano una cavigliera imponente, modellata in terra. Questo braccialetto può raggiungere 1,5 kg e ha tre linee come decorazione di spicco (analogamente ai Mongo, anche questo braccialetto è parte della dote ma può anche essere utilizzato in un baratto).

##### Repubblica Democratica del Congo
Tra i Mongo, le donne usano anche dei fronzoli per le cavigliere; queste cavigliere (un incrocio tra una sfera e un toro), sono importanti per l'economia del villaggio, poiché vengono usate come dote: infatti, uno sposo deve offrire, alla propria fidanzata, cinque coppie di cavigliere prima di celebrare l'unione. Queste cavigliere, rigide e forgiate, non hanno alcuna decorazione e possono raggiungere 1 kg ciascuna.

### Asia

#### Asia meridionale

##### India
In hindi e in punjabi, payal è una parola usata per indicare le cavigliere.
Nel Rajasthan, le donne indossano il tipo più pesante di cavigliera, che è d'argento e indica adesione alla tribù; le indossano come bigiotteria ma anche per mostrare il loro coraggio, come tribù, contro altre tribù rivali. La moda delle cavigliere pesanti è, attualmente, in declino ma è ancora comune nelle zone rurali.
Nell'Odisha, noto per i suoi gioielli tradizionali, anticamente, anche gli uomini indossavano le cavigliere. Al giorno d'oggi, ci sono varietà di cavigliere conosciute come Paunji Nupur, che sono indossate dalle donne; un'altra varietà, che copre l'intero piede, è conosciuta come Padapadma. Per tradizione, solo le persone Kshatriya possono indossare cavigliere d'oro mentre le altre caste, indossano cavigliere d'argento.

##### Pakistan
Scavi archeologici, condotti a Mehrgarh, attestano l'utilizzo della cavigliere, presso la popolazione locale.

##### Sri Lanka
I ballerini indossano delle cavigliere, su entrambe le caviglia.

#### Asia orientale

##### Cina
Per tradizione, i bambini cinesi dovevano indossare delle cavigliere come talismano per allontanare gli spiriti maligni.
Recentemente (dopo che le cavigliere sono diventate oggetti di moda), Qeelin propone nella sua collezione "Ling Long", una cavigliera in oro bianco e in diamanti (per celebrare femminilità e seduzione): al suo interno, è presente una campana che contiene un diamante come batacchio.

### Europa
Delle cavigliere, realizzate in bronzo, apparvero, in Europa, già nell'Età del bronzo, in un'area intorno al Danubio, nell'avancorpo alpino, lungo il Reno fino all'Atlantico e anche lungo il Rodano; furono ritrovate in queste aree, insieme ad altri oggetti in bronzo caratteristici di questo periodo (1800 a.C.), e sono attribuibili alla cultura dei tumuli che si diffuse in questa regione.

## Realizzazione

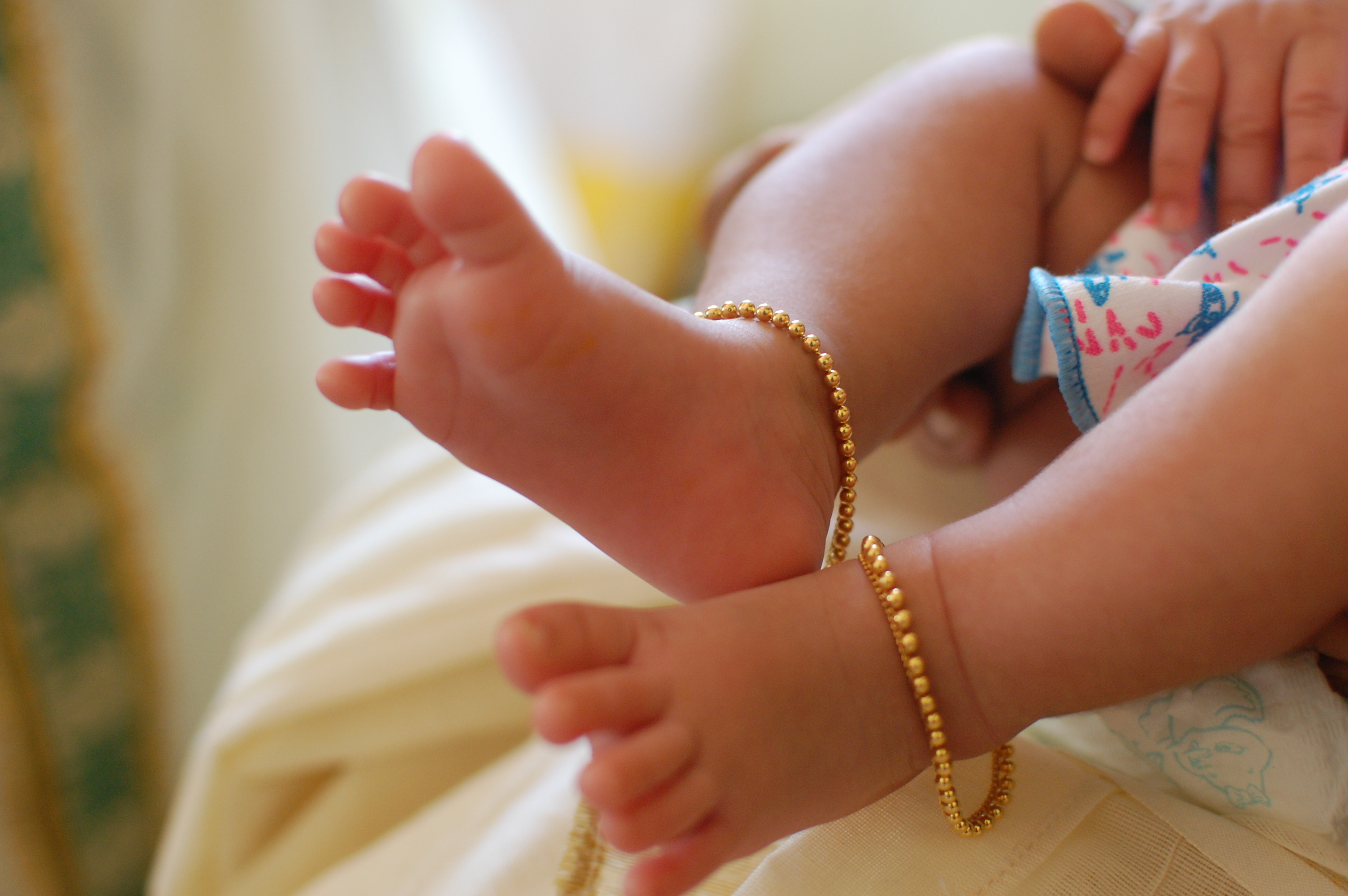
Una coppia di cavigliere dorate.

Le cavigliere possono venire realizzate in oro e in argento (e altri metalli, meno preziosi) ma anche in pelle, in plastica o in nylon.
Possono essere di due tipi: flessibili e rigide.
- le cavigliere flessibili, sono costituite da anelli legati l'un l'altro, attorno a una catena; possono essere arricchite da un campanello, in modo che chi indossi il gioiello, sia accompagnato/a da un piacevole tintinnio, quando cammina.
- le cavigliere rigide, sono costituite da una piastra forgiata; possono venire saldate sulla caviglia e, dunque, non sono rimovibili (la maggior parte delle cavigliere indossate in Africa, sono di questo tipo).

## Altre cavigliere
- Nell'immersione subacquea, alcuni sommozzatori utilizzano cavigliere in piombo, per galleggiare meglio quando si immergono con una muta stagna.
- I detenuti possono essere costretti ad indossare delle cavigliere, come forma di sorveglianza elettronica, mentre sono confinati in un luogo specifico.